# Что слышно на горе
Что слышно на горе (фр. Ce qu'on entend sur la montagne), S. 95 ― первая по счёту симфоническая поэма Ференца Листа. Это оркестровое произведение, навеянное сборником поэм Виктора Гюго «Осенние листья» (1831). Композиция также имеет второе название ― «Горная симфония» (нем. Bergsymphonie).
Поэма, как и многие произведения Листа, несколько раз переделывалась и редактировалась. В первоначальном виде она была написана в 1848—1849 годах и впоследствии переработана в 1850 году, а окончательная версия была создана в 1854 году. Поэма «Что слышно на горе» является самой длинной из всех симфонических поэм Листа; типичная её продолжительность составляет чуть более получаса.
Сюжетом поэмы является противопоставление совершенства природы человеческим страданиям. Лист пишет: «Поэт слышит на горе два голоса ― один прекрасный, возносящий Господу радостную хвалебную песнь; другой ― полный боли, уставший от плача. <…> Один говорит о природе, другой ― о человечестве. Оба голоса борются друг с другом, пересекаются и сливаются, пока, наконец, не замирают».
Audio playback is not supported in your browser. You can download the audio file.